# Stražisko (hrad)
Stražisko (též Grünberk) je zaniklý hrad na kopci na západním okraji obce Stražisko v okrese Prostějov.
Nejstarší zprávu představuje přídomek purkrabího na Veveří Ctibora z Grunbergu. Poté získala hrad cholinská větev rozrodu Bludovců. V roce 1376 prodal panství Sulík z Konice bratrům Ješkovi Kropáčovi a Štěpánovi z Holštejna. O deset let později však hrad koupil Ctibor z Cimburka. Na konci husitských válek získal panství rod ze Švábenic. V roce 1599 byl hrad pustý. Vrchnost se přesunula do pohodlnější tvrze v Konici. Hrad byl postupně rozebírán vesničany a jeho konečná demolice proběhla roku 1728, kdy byl na jeho místě postaven kostel Andělů Strážných.